# Майское вино
«Майское вино» — кинофильм. Другие названия — «Французский роман», «Les belles Américaines»

## Сюжет
Лорейн Дивейни успешная американская бизнесвумен, управляющая магазином. Она живёт вместе со своим мужем Томом и дочерью Кеми в красивом доме. Лорейн и Кеми вдвоём едут в Париж. Там они развлекаются вовсю. У обеих роман с гинекологом Полем Шарманом, причём каждая думает, что она у него единственная. И тут Лорейн получает сообщение, что Том тоже едет в Париж…